# 中馬遜山脈
67°50′S 62°52′E / 67.833°S 62.867°E
中馬遜山脈（英語：Central Masson Range）是南極洲的山脈，位於麥克羅伯特森地，屬於馬遜山脈的一部分，全長7公里，最高點海拔高度1,120米，由挪威製圖師根據該國探險隊的空中照片繪入地圖。